# Bavanište
Bavanište (cyr. Баваниште) – wieś w Serbii, w Wojwodinie, w okręgu południowobanackim, w gminie Kovin. W 2011 roku liczyła 5820 mieszkańców.